# Olivier Gaudefroy
Olivier Gaudefroy es un ex-esperantista y un escritor francés, nacido en 1972 en Orleans.

## Biografía
Olivier Gaudefroy aprendió Esperanto a la edad de 24 años. Escribió varios artículos históricos en Kontakto, la revista de los jóvenes esperantistas en la cual fue un colaborador permanente entre 2002 y 2006. En 2011, firmó una petición para pedir que esperanto fuera lengua opcional por el bachillerato francés.
Paralelamente a sus acciones en favor del esperanto, Olivier Gaudefroy escribió una serie de novelas históricas policíacas con Hipatia de Alexandria como heroína y también un ensayo sobre ella que es la primera biografía francesa sobre esta científica de la Antigüedad. Continuó su trabajo de estudio sobre las mujeres de la Antigüedad con la publicación de una colección histórica sobre veinticinco griegas y romanas de esta época y con una biografía sobre Cleopatra. El mismo año, firmó un primer libro sobre Orléans que habla de la historia de su ciudad. En 2019, Olivier Gaudefroy escribió una novela sobre Lubna de Córdoba que relataba la vida de este intelectual medieval y en 2021 una otra sobre Elizabeth Robinson, una atleta estadounidense, primera campeona olímpica de los 100 metros lisos en los Juegos de Ámsterdam 1928. 
En 2022,Escribió una biografía sobre la feminista y socialista francesa Flora Tristan.

### En francés
- Poison au gymnase (novela histórica policiaca, 2006)
- Meurtre d'une vestale (novela histórica policiaca, 2007)
- Les cendres d'Arsinoé (novela histórica policiaca, 2010)
- Hypatie, L'étoile d'Alexandrie (ensayo, 2012)
- Elles ont fait l'Antiquité (ensayo, 2016)
- Cléopâtre, l'immortelle (ensayo, 2017)
- Orléans insolite et secret (ensayo, 2017)
- Lubna, la copiste de Cordoue (novela histórica, 2019)
- Elles ont fait l'Orient antique (ensayo, 2021)
- Le Loiret Patrimoine insolite (ensayo, 2021)
- Betty Robinson, la première athlète olympique (ensayo, 2021)
- Flora Tristan, une insoumise sous le règne de Louis-Philippe (ensayo, 2022)
- Paris 1924, un été de Jeux olympiques (ensayo, 2023)